# 42. ceremonia wręczenia nagród Brytyjskiej Akademii Filmowej
42. ceremonia rozdania nagród Brytyjskiej Akademii Sztuk Filmowych i Telewizyjnych.
Najwięcej statuetek (po 3) otrzymały filmy Ostatni cesarz i Imperium słońca.

## Nominacje
Laureaci oznaczeni są wytłuszczeniem

### Najlepszy film
- Jeremy Thomas, Bernardo Bertolucci – Ostatni cesarz
- Louis Malle – Do zobaczenia, chłopcy
- Michael Shamberg, Charles Crichton – Rybka zwana Wandą
- Just Betzer, Bo Christensen – Uczta Babette

### Najlepszy film zagraniczny
- Just Betzer, Bo Christensen, Gabriel Axel – Uczta Babette
- Louis Malle – Do zobaczenia, chłopcy
- Wim Wenders, Anatole Dauman – Niebo nad Berlinem
- Silvia D’Amico Bendico, Carlo Cucchi, Nikita Michałkow – Oczy czarne

### Najlepszy aktor
- John Cleese – Rybka zwana Wandą
- Michael Douglas – Fatalne zauroczenie
- Kevin Kline – Rybka zwana Wandą
- Robin Williams – Good Morning, Vietnam

### Najlepsza aktorka
- Maggie Smith – Jedyna namiętność Judith Hearne
- Stéphane Audran – Uczta Babette
- Cher – Wpływ księżyca
- Jamie Lee Curtis – Rybka zwana Wandą

### Najlepszy aktor drugoplanowy
- Michael Palin – Rybka zwana Wandą
- Joss Ackland – Biała intryga
- Peter O’Toole – Ostatni cesarz
- David Suchet – Świat na uboczu

### Najlepsza aktorka drugoplanowa
- Olympia Dukakis – Wpływ księżyca
- Maria Aitken – Rybka zwana Wandą
- Anne Archer – Fatalne zauroczenie
- Judi Dench – Garść prochu

### Najlepsza reżyseria
- Louis Malle – Do zobaczenia, chłopcy
- Gabriel Axel – Uczta Babette
- Bernardo Bertolucci – Ostatni cesarz
- Charles Crichton – Rybka zwana Wandą

### Najlepszy scenariusz oryginalny
- Shawn Slovo – Świat na uboczu
- Louis Malle – Do zobaczenia, chłopcy
- John Cleese – Rybka zwana Wandą
- John Patrick Shanley – Wpływ księżyca

### Najlepszy scenariusz adaptowany
- Jean-Claude Carrière, Philip Kaufman – Nieznośna lekkość bytu
- Tom Stoppard – Imperium słońca
- Jeffrey Price, Peter S. Seaman – Kto wrobił królika Rogera?
- Gabriel Axel – Uczta Babette

### Najlepsze zdjęcia
- Allen Daviau – Imperium słońca
- Dean Cundey – Kto wrobił królika Rogera?
- Vittorio Storaro – Ostatni cesarz
- Henning Kristiansen – Uczta Babette

### Najlepsze kostiumy
- James Acheson – Ostatni cesarz
- Marit Allen – Biała intryga
- Bob Ringwood – Imperium słońca
- Judy Moorcroft – Pierwsza miłość Rity

### Najlepszy dźwięk
- Charles L. Campbell, Louis L. Edemann, Robert Knudson, Tony Dawe – Imperium słońca
- Alan Robert Murray, Robert G. Henderson, Willie D. Burton, Les Fresholtz – Bird
- Bill Phillips, Clive Winter, Terry Porter – Good Morning, Vietnam
- Ivan Sharrock, Bill Rowe, Les Wiggins – Ostatni cesarz

### Najlepszy montaż
- Michael Kahn, Peter E. Berger – Fatalne zauroczenie
- Arthur Schmidt – Kto wrobił królika Rogera?
- Gabriella Cristiani – Ostatni cesarz
- William M. Anderson – Rybka zwana Wandą

### Najlepsze efekty specjalne
- George Gibbs, Richard Williams, Ken Ralston, Ed Jones – Kto wrobił królika Rogera?
- Giannetto De Rossi, Fabrizio Martinelli – Ostatni cesarz
- Rob Bottin, Phil Tippett, Peter Kuran, Rocco Gioffre – RoboCop
- Peter Kuran, Alan Munro, Robert Short, Ted Rae – Sok z żuka

### Najlepsza muzyka
- John Williams – Imperium słońca
- Lennie Niehaus – Bird
- Ryūichi Sakamoto, David Byrne, Su Cong – Ostatni cesarz
- Dick Hyman – Wpływ księżyca

### Najlepsza charakteryzacja
- Fabrizio Sforza – Ostatni cesarz
- Sally Sutton – Garść prochu
- Carla Palmer – RoboCop
- Ve Neill, Steve LaPorte, Robert Short – Sok z żuka

### Najlepsza scenografia
- Dean Tavoularis – Tucker. Konstruktor marzeń
- Norman Reynolds – Imperium słońca
- Elliot Scott – Kto wrobił królika Rogera?
- Ferdinando Scarfiotti – Ostatni cesarz

## Podsumowanie
Laureaci

Nagroda / Nominacja
- 3 / 6 – Imperium słońca
- 3 / 11 – Ostatni cesarz
- 2 / 9 – Rybka zwana Wandą
- 1 / 2 – Świat na uboczu
- 1 / 3 – Fatalne zauroczenie
- 1 / 4 – Wpływ księżyca
- 1 / 4 – Do zobaczenia, chłopcy
- 1 / 5 – Kto wrobił królika Rogera?
- 1 / 6 – Uczta Babette

Przegrani
- 0 / 2 – Biała intryga
- 0 / 2 – Bird
- 0 / 2 – Garść prochu
- 0 / 2 – Good Morning, Vietnam
- 0 / 2 – RoboCop
- 0 / 2 – Sok z żuka